# Халосток
Халосток (исп. Xaloztoc)  —   муниципалитет в Мексике, входит в штат Тласкала.

## История
Город основан в 1873 году.